# Kleinow (Plattenburg)
Kleinow ist ein Ortsteil der amtsfreien Gemeinde Plattenburg im Landkreis Prignitz in Brandenburg. Zu Kleinow gehören die Gemeindeteile Burghagen, Ponitz und Uenze sowie die Wohnplätze Kleinower Ziegelei und Neu Kleinow.

## Lage
Der Ort liegt östlich der Kernstadt Perleberg. Durch den Kernort Kleinow verläuft die Kreisstraße K 7015, nördlich verläuft die Landesstraße L 101 und südlich die B 5. Nordwestlich des Ortes erhebt sich der 52 Meter hohe Kröhnsberg, nördlich fließt der Jeetzbach. Rund 1,2 km westlich des Baches befand sich ein Slawischer Burgwall, der 1790 noch vorhanden war und danach eingeebnet wurde. Dabei handelte es sich vermutlich um eine mittelalterliche Burganlage. Zum Straßendorf gehört eine Zeile, die sich rund 1,75 km südöstlich befindet, zunächst keinen Namen trug und später als Neu Kleinow bezeichnet wurde.

## Geschichte

### 14. und 15. Jahrhundert

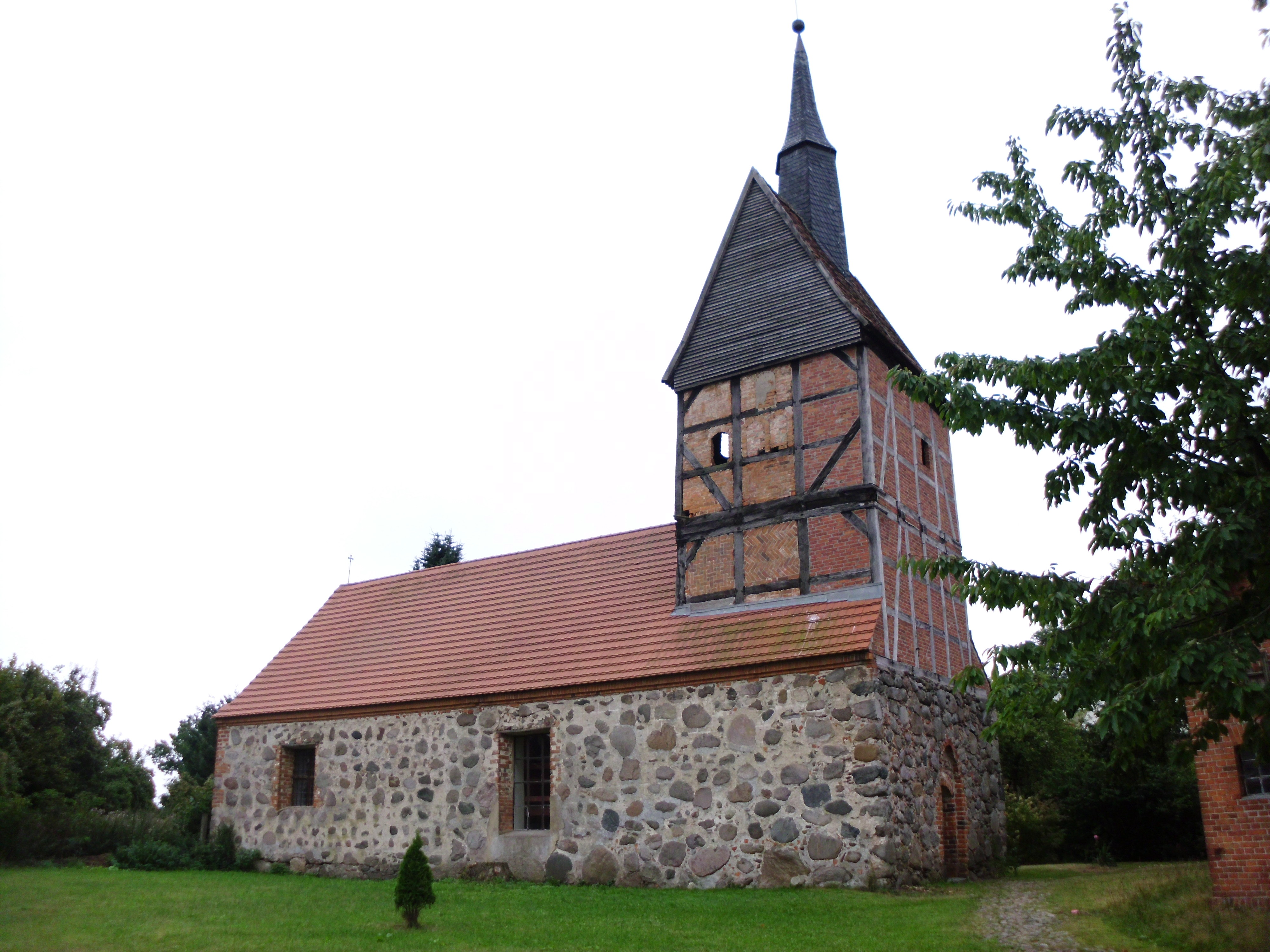
Dorfkirche in Kleinow (2012)

Die erste urkundliche Erwähnung erfolgte durch einen Herrn Hermann (hern Hermanne van Klenowe) im Jahr 1322, dessen Familie dort möglicherweise einen Rittersitz besaß. Die Schreibweise änderte sich von to Cleynow im Jahr 1425 auf to Klenow im Jahr 1441 und to Kleynowe im Jahr 1457. Im Jahr 1426 kam es zu einem Überfall durch Mecklenburger Raubritter, die fünf Mann in Gefangenschaft nahmen. Seit dem 15. Jahrhundert sind sieben bzw. acht Besitzanteile nachweisbar. Vor 1426 bis nach 1817 besaßen die von Burghagen einen Wohnhof in Kleinow (1499, 1529). Ihr Besitz umfasste außerdem 23 Hufen, vier Kossäten, die Blutgerichtsbarkeit (1481) bzw. drei Wohnhöfe mit 2 und je 3 ½ Hufen, die Blutgerichtsbarkeit, einen Bauernhof, vier Kossäten und die wüste Mühlenstätte samt Mühlenteich (1540). Im Jahr 1571 besaßen sie außerdem das Kirchenpatronat bzw. Rittersitze mit 4 1/2, 2 ½ und 2 Hufen, die Blutgerichtsbarkeit, das Kirchenpatronat, zwei Zweihufner, einen Einhufner, acht Kossätenhöfe (davon einer wüst) und die Mühlenstätte (1598, 1645) bzw. einen Rittersitz, sechs Bauern und sieben Kossäten (1745). Ihr Besitz ging 1828 an die Familie Pohlmann und von dort 1856 an einen Herrn Dr. Ganzel aus Perleberg. Ein zweiter Anteil war vor 1440 bis nach 1840 im Besitz der Herrschaft Kletzke. Bis 1707/1719 waren die Herrscher die von Quitzow, von 1707/1719 bis 1797 die von Kameke, von 1797 bis 1805 die von Knobelsdorff und seit 1805 der Freiherr von Eckardstein. Ihr Besitz umfasste zwei Hufnerhöfe (1542, 1560, 1688) bzw. ¼ Kirchenpatronat, ein Anteil an der Straßengerichtsbarkeit sowie drei Bauern (1797, 1745). Der dritte Anteil war vor 1440 bis nach 1840 im Besitz der Gans Edle Herren zu Putlitz auf Wolfshagen über Untertanen (1558, 1602). Diese waren von 1679 bis 1719 im Wiederverkaufsbesitz der Perleberger Bürgerfamilie Neumann, danach wieder im Besitz des Hauses Wolfshagen. Außerdem umfasste der Anteil das Putzlitzsche Gut Groß Pankow mit einem Kamp Ritteracker auf der Feldmark Kleinow (1773). Ein vierter Anteil lag vor 1440 bis nach 1840 im Besitz des Gutes Groß Gottschow. Dort herrschten bis 1641 die von Karstedt, von 1641 bis 1778 die von Holst und seit 1778 die von Zieten. Ihr Anteil umfasste Hebungen (1441) bzw. einen Bauern mit zwei Hufen und 14 Wörden (1598, 1653, 1745). Der fünfte Anteil war vor 1542 bis nach 1840 im Besitz von St. Jakobi in Perleberg bzw. der Rat als Verwalter des Gemeinen Kastens über einen Hufner (1542, 1629, 1745). Den sechsten Anteil besaß vor 1481 bis nach 1745 die Kirche in Burghagen (1481, 1542, 1714) bzw. der Pfarrer in Uenze (1745) – er umfasste einen Zweihufner (1481, 1745). Den siebten Anteil besaßen vor 1477 bis nach 1525 die von Möllendorf zu Garz und Krampfer. Er umfasste einen Wohnsitz (1477, 1499, 1504, 1525) und ging danach vermutlich an die von Burghagen. Der achte Anteil war bis zur Reformation im Besitz des Kollegiatstiftes Groß Beuster, die das Kirchenpatronat hielten (1542). Der Wohnhof der von Möllendorf war Bestandteil einer Urkunde aus dem Jahr 1477; 1499 erschien auch der Wohnhof der von Burghagen.

### 16. Jahrhundert
Ein Bauer aus Kleinow nutzte im Jahr 1536 eine Hufe auf der Feldmark Ponitz. Vier Jahre später gab es drei Wohnhöfe der von Burghagen mit neun Hufen sowie die wüste Mühlenstätte an der Jeetze. Im Jahr 1542 gab es einen Pfarrhof mit drei Hufen und Wörden, der 1558 um eine Wiese erweitert worden war. Der Pfarrer erhielt 1542 die 30. Garbe an allerlei Korn, 1558 den Kornzehnten, im Jah 1600 insgesamt 2 ½ Wispel und 1558 auch das 30. Lamm. Er besaß 1600 auch ein Stück Land, die Wörde genannt wurde. Der Küster besaß 1558 kein Haus; die Kirche besaß eine Wiese und Acker, die 1558 mit sechs Scheffel ums 3. Jahr bewirtschaftet wurde. Im Jahr 1576 gab es im Dorf 17 Hufner, darunter einen Meier und acht Kossäten.

### 17. Jahrhundert
Im Jahr 1608 wurde vom Rittersitz der von Burghagen berichtet. Im Dorf lebten im Jahr 1652 insgesamt zehn Vollhufner, zwei Halbhufner und drei Einlieger; in Summe 28 Personen. Die Sozialstruktur im Jahr 1686 sah wie folgt aus: Es gab einen Dreihufner, 14 Zweihufner (davon zwei wüst), zwei Halbhufner mit je einer Hufe, sieben Kossäten mit etwas Land (davon zwei wüst), einen Kuhhirten und einen Schweinehirten. Die Gemarkung war 32 Hufen groß, darauf wurden insgesamt 19 Wispel 9 ½ Scheffel Aussaat ausgebracht. Die vier wüsten Höfe, von denen die zwei Halbhufnerhöfe schon vor etwa 50 Jahren wüst gefallen waren, nutzten die von Burghagen. Der Ertrag der Wiese wurde als schlecht bezeichnet, ebenso die Weide und Viehzucht. Den Einwohnern stand kein eigenes Brennholz zu, außerdem hatten sie auch kein Recht zur Fischerei.

### 18. Jahrhundert
Im Jahr 1714 war Achaz Caspar von Burghagen der Besitzer des Rittergutes. Es gab außerdem drei weitere Rittersitze mit Gärten und Fischteichen, neun Ritterhufen und der Schäfereigerechtigkeit. Neun Jahre später wurde von 14 Hufnern, zwei Kossäten, sieben Köttern, einen Schäferknecht und zwei Hirten ohne Vieh berichtet. Im Jahr 1734 lebten in Kleinow 15 Bauern, zwei Kossäten, 17 Häuslinge, ein Leineweber, ein Schäfer und ein Hirt. Wenige Jahre später wurde nur vom Dorf und Rittersitz mit 17 Bauern und sieben Kossäten berichtet (1745). Im Jahr 1791 war ein Vorwerk entstanden; es gab 15 Bauern, zwei Halbbauern, sieben Büdner, drei Hausleute und einen Verwalter, die zusammen 39 Feuerstellen (= Haushalte) betrieben.

### 19. Jahrhundert
Im Dorf lebten im Jahr 1801 insgesamt 15 Ganzbauern, zwei Halbbauern, sieben Büdner, sieben Einlieger und ein Zimmermann. Es gab 39 Feuerstellen und 32 Hufen. Im Jahr 1819 waren es 15 Hufner, zwei Kossäten, sieben Kötter, ein Kostknecht, ein Schäfer und Kuhhirt sowie ein Paar Einlieger. Kleinow wuchs auf 64 Wohnhäuser im Jahr 1846 an. Der Eigentümer Friedrich Gerloff erhielt 1857 die Erlaubnis, auf seinem Ackerstück einen Drainröhrenofen anzulegen. Ausweislich einer Statistik aus dem Jahr 1860 war das Dorf 1775 Morgen (Mg) groß: 50 Mg Gehöfte, 15 Mg Gartenland, 1500 Mg Acker, 190 Mg Wiese. Es gab zehn(!) Abbauten, darunter eine Ziegelei und ein Gasthaus, vier öffentliche, 60 Wohn- und 46 Wirtschaftsgebäude (darunter eine Ziegelei und eine Kalkbrennerei). Der Gutsbezirk war 505 Mg groß: 2 Mg Gehöfte, 2 Mg Gartenland, 390 Mg Acker, 80 Mg Wiese, 31 Mg Weide. Dort gab es drei Wohn- und vier Wirtschaftsgebäude. Das Rittergut wurde 1878 parzelliert.

### 20. Jahrhundert
Zur Jahrhundertwende standen in Kleinow 50 Häuser auf einer Fläche von 686 Hektar (ha). Das Dorf bestand mit zehn Abbauten (Ziegelei, Gasthaus) sowie dem Gemeindebezirk mit den Ausbauten Kahlhorst (1895 erwähnt), Neu Kleinow und dem 1878 aufgelösten Gutsbezirk. Im Jahr 1931 standen auf 685 ha insgesamt 58 Wohnhäuser. Kleinow war Gemeinde mit den Wohnplätzen Ausbau Kleinow, Bahnhof Kleinow, Kleinower Ziegelei und Neu Kleinow. Eine Statistik aus dem Jahr 1939 führte 14 land- und forstwirtschaftliche Betriebe mit einer Fläche zwischen 20 und 100 ha auf. Zwölf Betriebe waren zwischen 10 und 20 ha, 9 zwischen 5 und 10 ha sowie 8 zwischen 0,5 und 5 ha groß. Es gab 193 Berufszugehörige, davon 37 in Industrie und Handwerk sowie 14 in Handel und Verkehr.
Nach dem Zweiten Weltkrieg wurde im Rahmen der Bodenreform 1946 eine Fläche von 24,31 ha enteignet und aufgeteilt: Drei Neubauern erhielten 3,79 ha, 14 Altbauern 17,59 ha. Zehn Bauern gründeten 1958 die LPG Typ I „Prignitzland“ mit einer Fläche von 83,07 ha. Im Jahr 1950 gab es zwei LPT Typ I mit 86 Mitgliedern und 644,11 ha Fläche. Im gleichen Jahr schloss sich die LPG „Neuer Weg“ an die LPG „Prignitzland“ an; diese ging 1965 in eine LPG Typ II über. In diesem Jahr wurde auch die Gemeinde Burghagen mit verwaltet und
1971 schließlich eingemeindet. Im gleichen Jahr erfolgte der Anschluss der LPG „Heimatland“ in Burghagen an die LPG in Kleinow. Fünf Jahre später erfolgte wiederum der Anschluss der LPG Typ III „Freiheit“ in Uenze an die LPG in Kleinow. Im Jahr 1974 wurde die Gemeinde Uenze nebst Ponitz eingegliedert. Kleinow bestand 1985 als Gemeinde mit den Ortsteilen Burghagen, Kleinow-Ziegelei, Ponitz und Uenze. Im Jahr 1977 bildete sich die LPG Pflanzenproduktion; zwei Jahre später die LPG Tierproduktion. Diese wurde nach der Wende im Jahr 1991 aufgelöst; drei Jahre später folgte die LPG Pflanzenproduktion. Sie wurde mit den LPG Tierproduktion Viesecke, Krampfer und Kleinow zusammengeschlossen. Im Jahr 1995 gab es im Dorf die Agrar GmbH Kleinow, die landwirtschaftliche Beratung der Agrarverbände Brandenburg GmbH Kleinow und die Hydro-Nail Binderbau und Dachkonstruktion Kleinow.

## Bevölkerungsentwicklung
| Jahr      | 1734 | 1772 | 1791 | 1801 | 1817 | 1837 | 1858                | 1871       | 1895 | 1925                   | 1939 | 1946 | 1964 | 1971 | 1981 | 1991                                 |
| Einwohner | 180  | 157  | 178  | 187  | 177  | 267  | Dorf 299 und Gut 31 | 290 und 30 | 315  | 288 und 24 (Kahlhorst) | 283  | 438  | 351  | 395  | 683  | 746 (nur Kleinow 277, K. Ziegelei 2) |

## Sehenswürdigkeiten

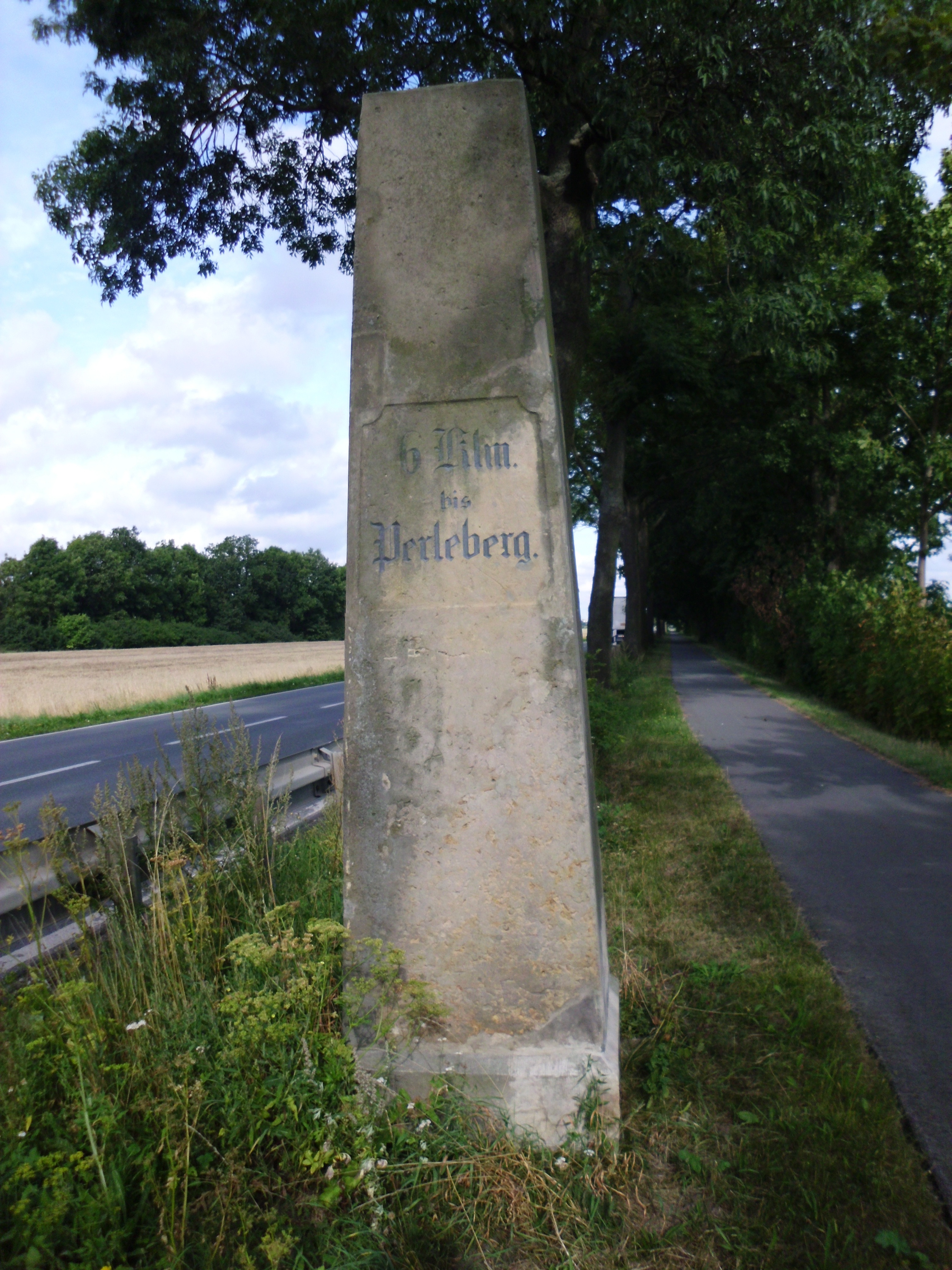
Meilenstein an der B5

In der Liste der Baudenkmale in Plattenburg sind für Kleinow zwei Baudenkmale aufgeführt:
- Die aus Feldsteinen errichtete spätgotische Dorfkirche trägt ein Satteldach. Der schiffsbreite Westturm zeigt über dem Dach Fachwerk. Im Inneren der Kirche befindet sich ein Kanzelaltar aus dem Jahr 1753.
- Meilenstein (an der B 5)